# Woburn (Massachusetts)
Woburn – miasto  w Stanach Zjednoczonych, w hrabstwie Middlesex w stanie Massachusetts.